# تكاثر عنيبي صغير لانمطي
في علم أمراض الجهاز البولي، يشير التكاثر العنيبي الصغير اللانمطي (بالإنجليزية: Atypical small acinar proliferation)‏ المعروف اختصارًا بـ ASAP, إلى مجموعة من الغددالبروستاتية الصغيرة, والتي تظهر على خزعة البروستات, وخطورتها غير مؤكدة ولا يمكن تحديد ما إذا كانت ورمًا حميدًا أو خبيثًا.
إن التكاثر العنيبي الصغير اللانمطي (ASAP) لا يعد بشكل عام مرحلة مبكرة من السرطان أو سرطانة لابدة; بل إنه يعبر عن عدم تيقن تشخيصي, وهو مماثل لتشخيص ASCUS (الخلايا الحرشفية اللانمطية غير ذات أهمية محددة) في اختبار بابا نيكولا.

## التشابه مع سرطان الغدد
في خزعة تالية, وبناءً على تشخيص التكاثر العنيبي الصغير اللانمطي, فإن نسبة حدوث سرطان غدد البروستاتا تبلغ 40% تقريبًا; وهذه النسبة تعد أعلى مقارنة بوجود نشأة الورم داخل ظهارة البروستاتا عالي الدرجة (HGPIN).

## المعالجة
يعد التكاثر العنيبي الصغير اللانمطي دلالة لإعادة الخزعة; وفي مسح أجري على مجموعة من أطباء الجهاز البولي أعرب 98% من الأطباء المشاركين عن اعتقادهم بأنه لا يعد سببًا كافيًا لإعادة إجراء المسحة.